# 先住民族の定義
先住民族（せんじゅうみんぞく、indigenous peoples）という用語は文脈に応じて複数の意味で用いられるが、法的、政治的、制度的、あるいは学術的な文脈において、先住権や少数民族の権利など、集団の権利や人権状況と関係付けられて使われる際には、「先住民」一般よりも限定した解釈が与えられる。この記事では、この限定的な意味での定義について述べる。
日本語では、この意味での用法であることを強調する際には「先住民」ではなく「先住民族」が使用される傾向があるが、必ずしもつねに厳密に使い分けられているとは言えない。
この意味での限定的な定義には、対象となる集団の様々な特徴を用いたものがいくつか存在しているが、その大半は少数のよく知られた権威、とりわけホセ・マルチネス・コーボによる先住民作業部会への報告が参照元となっている。
また、これらの定義は、国際的な、先住権に関連する、非政府組織、または政府組織・政府指揮下の組織によって広く認識され、また採用されているとはいえ、それでも、「決定的なものであって普遍的に通用する」、とまでは言えず、論争を免れてはいない。
法的、政治的、制度的に、先住民族の置かれている問題に対処するにあたって、何らかの作業上の判断基準は必要であるが、後述のように、こうした定義付けそのものが持つ問題自体も指摘されており、「先住民族の権利に関する国際連合宣言」では、先住民族のアイデンティティ及び成員の自己決定権が強調されることになった。

## 定義
これらの定義では、非支配的地位、エスニック・アイデンティティの共有、先住性などがキーポイントとなっている。
「政治的に劣勢な地位にある集団で、その国の支配的な地位にある集団のものとは異なった、同じエスニック・アイデンティティを共有し、現在統治している国家が支配を及ぼす以前から、その地域において、エスニックな実体をなしていたもの」(Greller, 1997)

### 非支配的地位
自身の伝来の土地や伝統的な実践に法的な効力を及ぼしうる外部の政策への、先住民族の影響力や権利、決定過程への関与の度合いは、非常に多くの場合、限定的である。この状況は、先住民人口がその国家なり地域なりの他の住民に数で勝る事例においても同様なことがある。
外部の法令、権利、文化・習俗の存在は、潜在的にであれ実際にであれ、先住民社会の実践と儀式に様々な制約を課す。これらの制約はその先住民社会が、大幅に自らの伝統と習慣によって規律されている場合でも観察されることがある。それらは意図的に強制されることも、文化間の相互接触の意図せざる結果として生じることもある。

### エスニック・アイデンティティの共有
近年では、先住民族の自己決定権の観点から、エスニック・アイデンティティの共有を考えるにあたっては、いかなる特徴がそのアイデンティティの基準であり、どのような人々がその成員であるかは、当人の自認とその集団自身の認識に決定権があることが強調される傾向にある。
歴史的には、支配的集団による外部からの定義の強制は、先住民族自体やその成員の認定の権力を支配的集団が所有することで、支配や不公正な状態の維持、先住民族の分断に寄与してきた。

### 先住性
これらの定義が非対称で被支配的な先住民族の地位の改善、権利の確立とかかわるものであることから、ここでの「先住」は、必ずしも、その土地の「最初の」占有者であることには限られない。対象となる国家・地域の一部及び全部において、現在多数派、あるいは優勢を占める集団に対して、主として近代国家による支配の過程において、その時点ですでに歴史的にその土地と結びついた住民集団であったことが想定されている。

## 国際連合
1971年に国際連合人権委員会の下部組織である少数者の差別防止および保護に関する国連人権小委員会（現：国際連合人権促進保護小委員会）が先住民族差別に関する調査を勧告し、ホセ・マルチネス・コーボを特別報告者として任命した。
1982年にコーボ特別報告者によって「先住民への差別問題に関する調査報告書」が提出（1972年に予備報告、1981年に第一次進捗報告、1982年の報告についで、1983年には最終報告）され、この報告に基づいて国際連合先住民作業部会 (Working Group on Indigenous Populations; WGIP) が設置された。
この先住民作業部会では、コーボ報告の以下の定義が予備的な作業定義として採用された。
1986年には、この定義はさらに拡張され、先住民族であると自らを認識し（アイデンティティを有し）ており、当該の共同体あるいは集団によってその成員として受け入れられたいかなる個人も、先住民族とみなされるものとされた。
これらの定義を踏まえつつ、1985年から先住民作業部会で議論が開始され、2007年に国連総会で採択された「先住民族の権利に関する国際連合宣言」は、具体的な先住民族の定義を与えなかった。これは、先住民族の多様性に鑑みて、定義によって排除される集団が生まれることへの懸念、また、定義を行うことによって生まれる非対称な権力関係（先住民族のアイデンティティの自己決定権との衝突）に関する指摘などが理由であった。
エリカ・イレーヌ・ダイス国連先住民作業部会議長兼担当報告者は、これは「歴史的に見て、先住民族は他から定義を強制されることによって苦しめられてきた」からであると述べた。

## 国際労働機関
国際労働機関は「独立国における原住民及び種族民に関する条約（第169号）」で以下のような定義を採用している。
（「ILO駐日事務所仮訳」）

## 世界銀行
世界銀行 (operational directive 4.20, 1991) による先住民族の規定は以下の通りである：
2005年に、この定義は (operational manual 4.10, 2005) によって置き換えられた。
なお、この規定では、上記の基準4(b)の土地との結びつきを強制によって奪われた集団も「先住民族」とみなすべきことが注記されている。

## フィリピンの定義
フィリピンの先住民族（タガログ語: Katutubong Tao sa Pilipinas; Cebuano: Lumad or Tumandok; Ilocano: Umili a Tattao iti Filipinas）とは、自他による帰属意識によって識別される人間集団あるいは同質的社会であって、共有の境界付けられたテリトリーに組織された共同体として継続的に居住し、先史時代から領有権を有するとの観念のもとに、それらのテリトリーを占有、使用しており、共通の言語・慣習・伝統、その他特有の文化的特徴、あるいは植民地化による侵入によって、フィリピン人マジョリティと歴史的に異なったものとなった、非土着の宗教および文化を共有しているものを指す。
この先住民族には、非土着の宗教及び文化の侵入の時点、あるいは現在の国境が確立された時点での住民にその出自を遡り、多かれ少なかれ、その社会的、経済的、文化的、政治的な制度・慣習を保持していることによって先住民とみなされる人々もまた含まれる。但し、かれらは、その伝統的な領域から移動させられているか、あるいは祖先伝来の領域の外に移住している場合もある。

## 参照
1. ↑  

1 先住性 (Indigeneity)　一五世紀末以降、ヨーロッパ並びにその強い影響を受けた国々が植民地政策を推進して植民地経営を開始した当初、あるいは征服し併合した地域における、居住域の原住者、もしくは原居住域から強制移住させられた集団とその子孫のもつ特性。
2 被支配性　現在、植民地支配が及んだ歴史的な右記の居住域、もしくは強制移住させられた地域に居住し、あるいは自由意志で国内の移住先におり、そこで独自の生活様式を享受できない植民地的（コロニアル）、もしくは劣勢な社会的・法的な状況におかれている集団とその子孫の持つ特性。
3 歴史の共有　歴史的な居住地、もしくは現在の生活根拠地において、植民地経営開始当時の原住者の子孫と歴史的連続性があること。
4 自認　自ら先住民と認識する集団とその成員。この規定は、いわゆる「混血」、すなわち先住民と非先住民の間に生まれた者とその子孫を除外しないことに留意しなければならない。
これらの指標はWGIPの作業定義にほぼ一致する。(Cobo 1986)
『先住民とはだれか』「先住民の歴史と現状」で文化人類学者スチュアート・ヘンリの提案する作業定義
2. ↑  先住民への差別問題に関する調査報告書
3. ↑  同報告 E/CN.4/Sub.2/1983/21 Add.8. para.379-380
4. ↑  同報告 E/CN.4/Sub.2/1986/7/Add.4. para.381
5. ↑  E/CN.4/Sub.2/AC.4/1995/3, page 3
6. ↑  OP 4.10 - Indigenous Peoples
7. ↑  Section 3 of Republic Act 8371 or the Indigenous Peoples Rights Act.